# Ferrovia Berna-Thun
La ferrovia Berna-Thun è una linea ferroviaria a scartamento normale della Svizzera.

## Storia
Il 4 febbraio 1853 si costituì la Schweizerische Centralbahn (SCB), per la costruzione di linee ferroviarie tra Basilea ed Olten con diramazioni da quest'ultima località verso ovest, est e sud.
La tratta Berna-Thun aprì il 1º luglio 1859; il 1º luglio 1861 aprì la breve tratta tra Thun e l'imbarcadero sul lago di Thun di Scherzligen. La tratta tra la stazione di Berna e Wylerfeld è comune alla linea per Olten, aperta il 15 novembre 1858. La linea collega la capitale del cantone con l'Oberland Bernese, e nel 1893 fu allacciata alla Thunerseebahn.
La SCB venne nazionalizzata nel 1902: le sue linee entrarono a far parte delle Ferrovie Federali Svizzere (FFS).
Il 20 maggio 1912 venne raddoppiata la sezione tra Berna Wylerfeld e Gümligen; due anni dopo venne raddoppiata la tratta Gümligen-Kiesen (l'apertura avvenne in quattro tappe: il 3 giugno la Wichtrach-Kiesen, il 1º luglio la Münsingen-Wichtrach, il 12 luglio la Rubigen-Münsingen e il 10 settembre la Gümligen-Rubigen). Il 31 marzo 1919 fu il turno del tratto Uttigen-Thun; il raddoppio fu completato il 22 maggio 1921 con l'entrata in servizio del doppio binario tra Kiesen e Uttigen.
Il 1º dicembre 1918 fu elettrificata la tratta Thun-Scherzligen; il resto della linea venne elettrificato l'anno successivo (a maggio la tratta Ostermundigen-Thun, a luglio tra Berna e Ostermundigen). L'elettrificazione era stata decisa nel 1917 a causa della scarsità di carbone dovuta alla prima guerra mondiale.

## Caratteristiche
La linea, a scartamento normale, è lunga 31,22 km. La linea è elettrificata a corrente alternata monofase con la tensione di 15.000 V alla frequenza di 16,7 Hz; la pendenza massima è dell'11 per mille. È interamente a doppio binario.

### Percorso
| Continuation backward |

|  | Station on track | Unknown route-map component "tKBHFa" |

|  | Unknown route-map component "exSTR+l" | Unknown route-map component "eABZgr" | Unknown route-map component "tSTRl" | Unknown route-map component "tCONTfq" |

| Unknown route-map component "exWBRÜCKE1" | Straight track |  |

| Unknown route-map component "exSTR" | Unknown route-map component "hKRZWae" |  |

| Unknown route-map component "exSTRl" | Unknown route-map component "eABZg+r" |  |

| Unknown route-map component "exSTR+l" | Unknown route-map component "eABZgr" |  |

| Unknown route-map component "exSTR" | Unknown route-map component "ABZgl" | Unknown route-map component "STR+r" |

| 103,33 |
| 108,58 |

| Unknown route-map component "exSTR" | Station on track | Station on track |

|  | Unknown route-map component "exSTR" | Unknown route-map component "ABZg+l" | Unknown route-map component "ABZql" | Unknown route-map component "CONTfq" |

| Unknown route-map component "ENDExa" | Unknown route-map component "SKRZ-Au" |  |

| Unknown route-map component "eBHF" | Station on track |  |

| Unknown route-map component "eABZgl" | Unknown route-map component "eKRZ" | Unknown route-map component "exSTRq" |

| One way leftward | Unknown route-map component "ABZg+r" |  |

| Unknown route-map component "uCONTgq" | Unknown route-map component "mKRZu" | Unknown route-map component "uSTR+r" |

|  | Station on track | Urban stop on track |

|  |  | Straight track | Unknown route-map component "uSTRl" | Unknown route-map component "uCONTfq" |

|  | Unknown route-map component "ABZgl" | Unknown route-map component "CONTfq" |

|  | Unknown route-map component "eHST" |

| Station on track |

| Station on track |

| Station on track |

| Station on track |

| Unknown route-map component "SKRZ-Ao" |

| Unknown route-map component "hKRZWae" |

| Station on track |

| Unknown route-map component "SKRZ-Au" |

| Unknown route-map component "CONTgq" | Unknown route-map component "ABZg+r" |  |

|  | Unknown route-map component "ABZg+l" | Unknown route-map component "CONTfq" |

|  | Station on track |

|  | Unknown route-map component "eBHF" |

| Continuation forward |

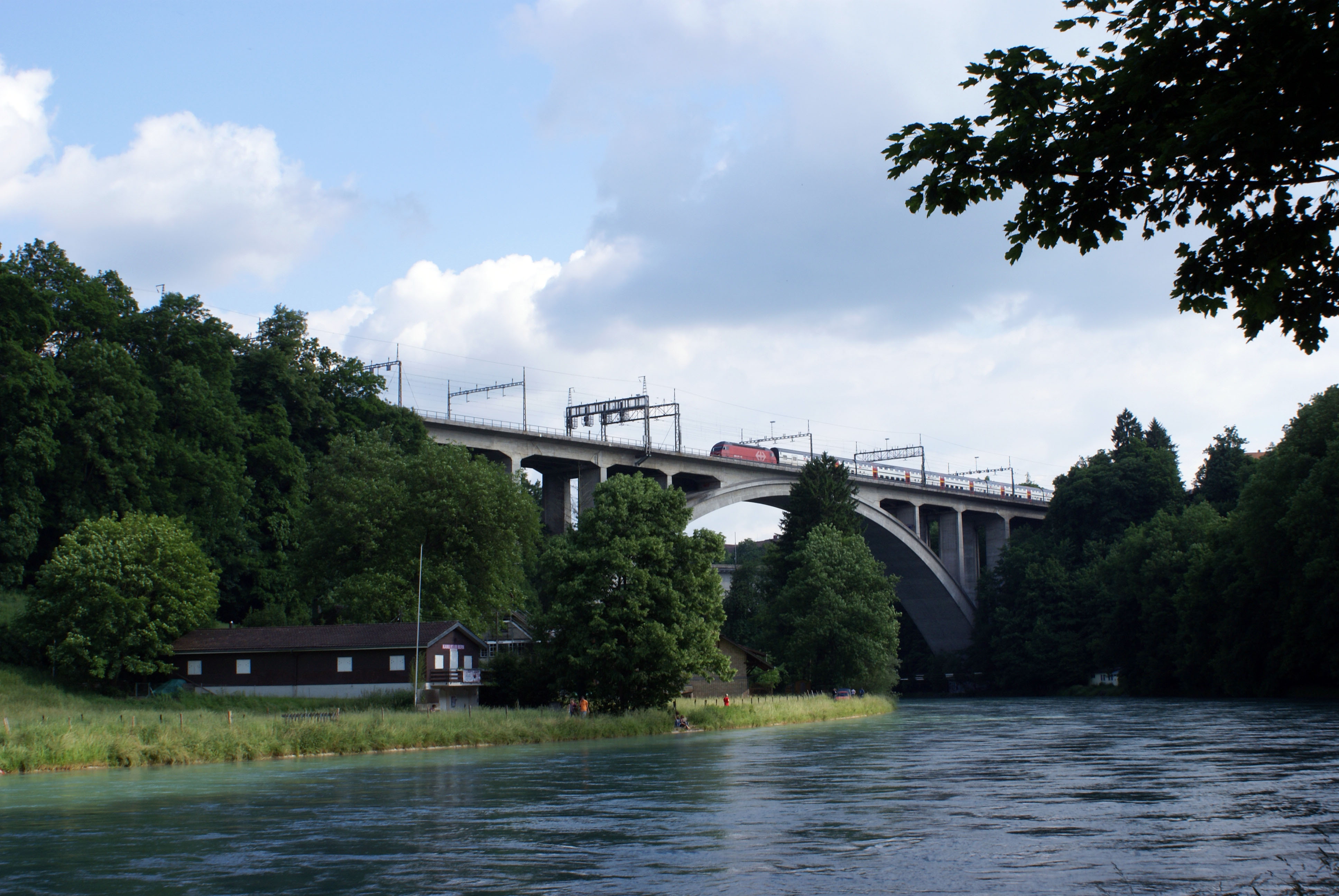
Un convoglio sul viadotto della Lorraine

La linea parte dalla stazione di Berna. Nel 1941 la linea venne deviata sul nuovo viadotto in cemento armato a quattro binari della Lorraine sul fiume Aar lungo circa 1150 metri. Il viadotto sostituiva un preesistente ponte metallico a due binari, costruito tra il 1856 e il 1858 e noto come "Rote Brücke" (ponte rosso) a causa della vernice antiruggine che lo ricopriva.
In occasione del raddoppio della tratta Berna Wylerfeld-Gümligen la linea venne deviata nei pressi di Ostermundigen, con la costruzione di una nuova stazione. Nel maggio 1967 entrò in esercizio il binario di raccordo tra la stazione di Ostermundigen e quella di Zollikofen (situata sulla linea Olten-Berna), migliorando i collegamenti tra Olten, Bienne e il Sempione.
La linea corre parallela al fiume Aar, attraversandolo prima di Uttigen, terminando alla stazione di Thun.